# Serikbai Temirbajew
Serikbai Temirbajew (kasachisch Серікбай Біләлұлы Темірбаев, russisch Серикбай Билялович Темирбаев, beim Weltschachbund FIDE Serikbay Temirbayev; * 8. August 1961 in Kökschetau) ist ein kasachischer Schachspieler und ist seit dem Jahr 2015 auch Internationaler Schiedsrichter.
Die kasachische Einzelmeisterschaft konnte er zweimal gewinnen: 1985 und 1986. Er spielte für Kasachstan bei sechs Schacholympiaden: 1992 bis 2000 und 2004, dabei gewann er bei der Schacholympiade 2004 in Calvià am ersten Reservebrett die individuelle Silbermedaille. Außerdem nahm er dreimal an den asiatischen Mannschaftsmeisterschaften (1993 bis 1999) und einmal an der Mannschaftsweltmeisterschaft (1997) teil.
Im Jahr 1992 wurde er Internationaler Meister, seit 1995 trägt er den Titel Großmeister. Seine höchste Elo-Zahl war 2500 im Juli 1995.
| Hier fehlt eine Grafik, die leider im Moment aus technischen Gründen nicht angezeigt werden kann. Wir arbeiten daran! |